# L'invidia degli dei
L'invidia degli dei (titolo originale Whom the Gods Love) è un romanzo della scrittrice statunitense Kate Ross, di genere giallo/poliziesco. In Italia è stato pubblicato per la prima volta nel 1999, nella collana Il Giallo Mondadori, con il numero 2636.

## Trama
1825. Alexander Falkland è un giovane rampollo, colto e brillante. Durante una festa in casa sua, l'uomo viene brutalmente ucciso. Il padre della vittima, colpito e abbattuto per la morte del figlio, chiede aiuto all'investigatore dandy Julian Kestrel per far luce sulla vicenda.

## Personaggi
- Julian Kestrel : dandy ed investigatore
- Thomas Dipper : domestico di Julian
- Peter Vance : funzionario di polizia
- Bill Watkins: subalterno di Vance
- Alexander Falkland: la vittima
- Belinda Falkland: moglie della vittima
- Eugene Talmadge: fratello di Belinda
- Sir Malcom Falkland: padre della vittima
- Martha Gilmore: cameriera personale di Belinda
- Quentin Clare: studente di giurisprudenza amico di Alexander
- Verity Clare: sorella di Quentin
- David Adams: agente di cambio amico di Alexander
- George Tibbs: prozio dei Clare
- Marianne Desomond: avventuriera
- Fanny Gates: domestica di Marianne

## Edizioni
- Kate Ross, L'invidia degli dei, traduzione di Grazia Maria Griffini, Il Giallo Mondadori n. 2636, Arnoldo Mondadori Editore, 1999,  p. 459.